# Vladimirescu (Arad)
Vlademirescu est une commune du județ d'Arad en Roumanie.

## Démographie
Lors du recensement de 2011, 89,05 % s'identifient comme roumains, 1,97 % comme hongrois, 1,19 % comme allemands (pour 6,72 % de la population l'appartenance ethnique n'est pas connue et 1,04 % déclarent appartenir à une autre ethnie).

## Politique
| Parti | Parti                                      | Sièges |
| ----- | ------------------------------------------ | ------ |
|       | Parti national libéral (PNL)               | 6      |
|       | Parti social-démocrate (PSD)               | 6      |
|       | Noua Dreaptă (ND)                          | 2      |
|       | Alliance des libéraux et démocrates (ALDE) | 1      |